# Swetlana Walerjewna Baschanowa

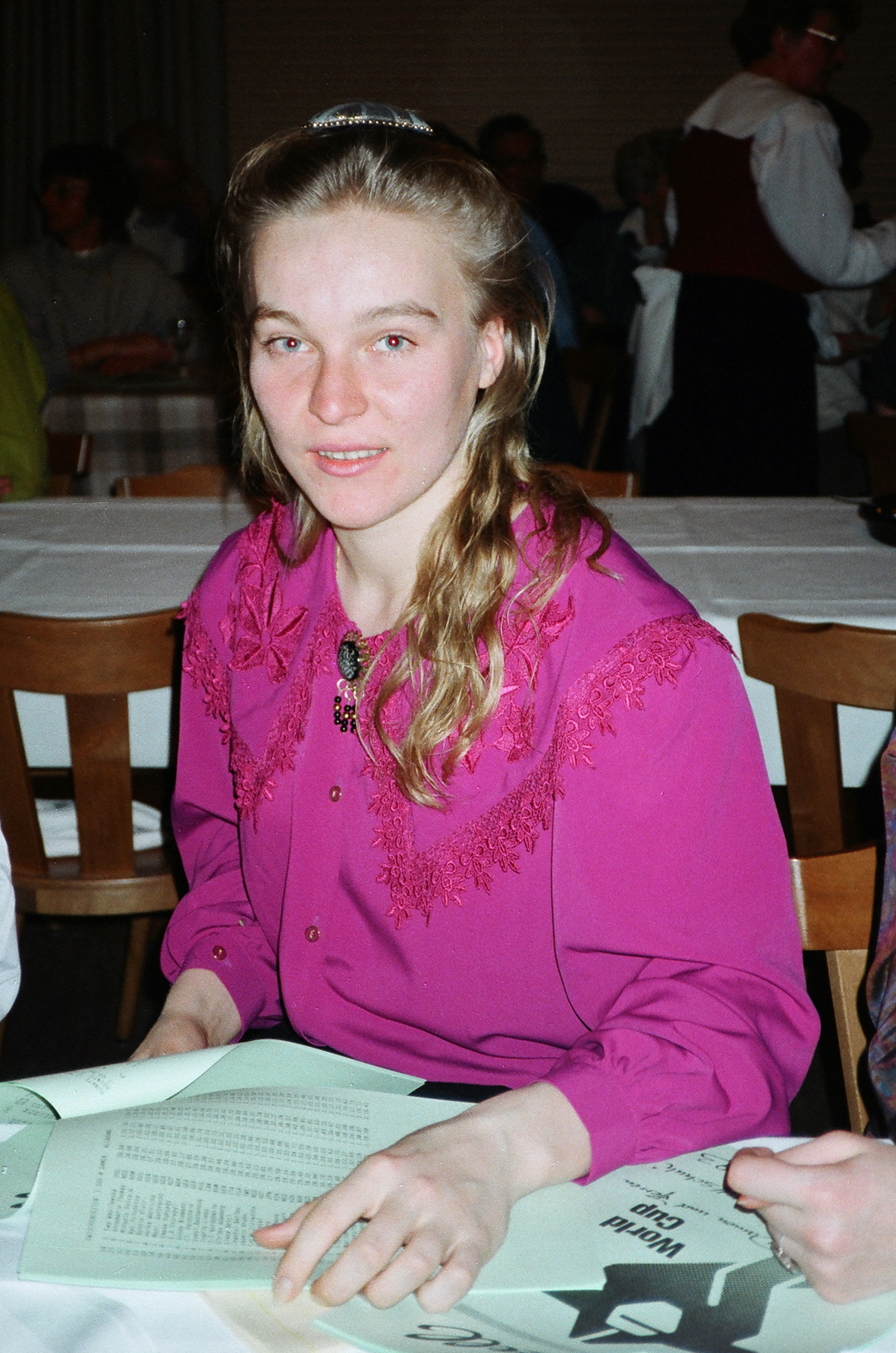
Swetlana Baschanowa

Swetlana Walerjewna Baschanowa, russisch Светлана Валерьевна Бажанова, engl. Transkription Svetlana Bazhanova, (* 1. Dezember 1972 in Tscheljabinsk) ist eine ehemalige russische Eisschnellläuferin.
Bei den Olympischen Spielen 1994 in Lillehammer gewann sie über 3000 Meter die Goldmedaille.